# Hans-Mayer-Gesellschaft

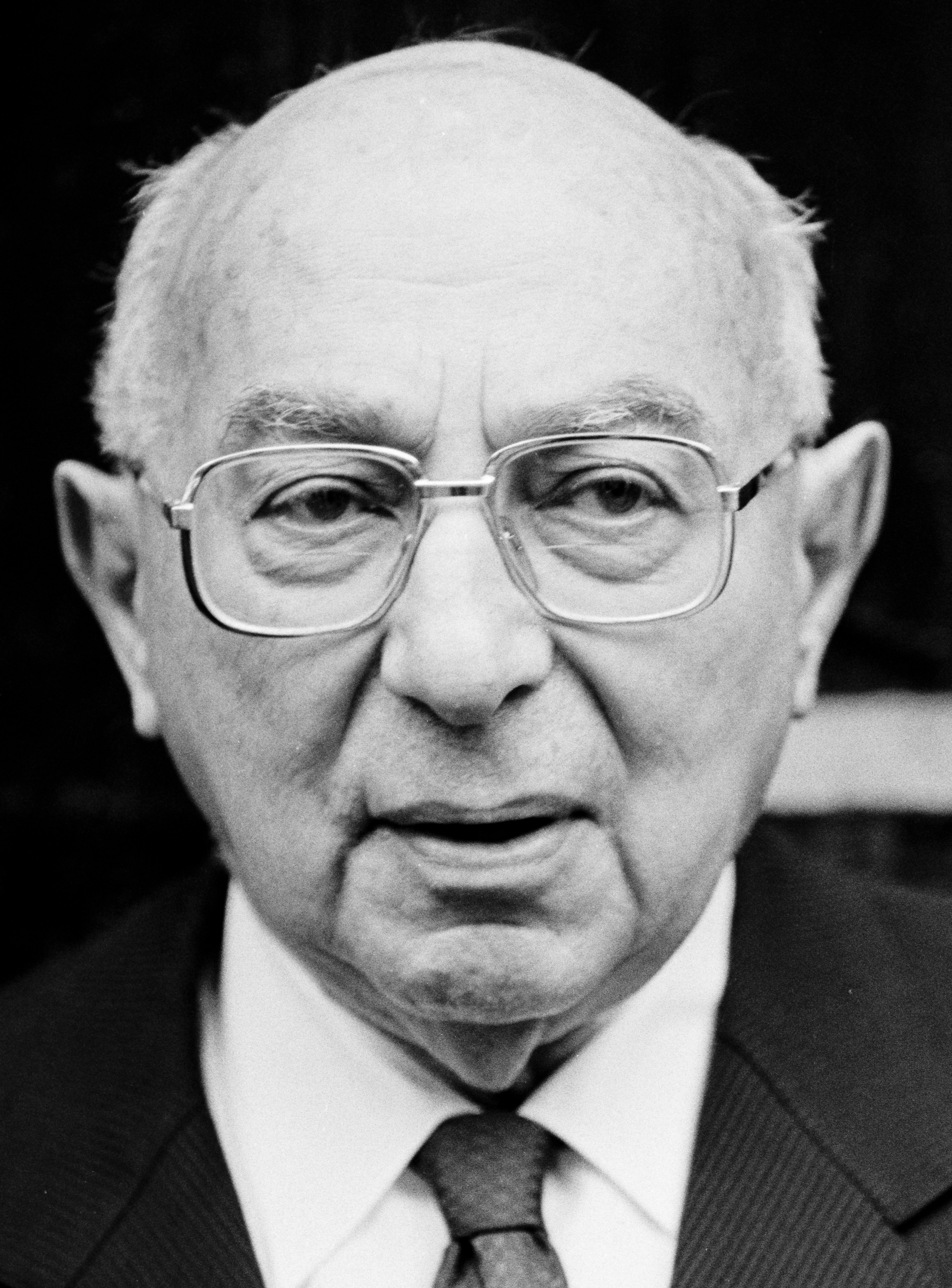
Während der Buchmesse 1993 in Leipzig

Die Hans-Mayer-Gesellschaft (HMG) ist eine kulturpolitische und literarische Gesellschaft, die am 10. Juni 2018 in Berlin gegründet wurde. Sie ist ein eingetragener Verein und hat ihren Sitz in der Geburtsstadt Hans Mayers (1907–2001) in Köln. Hans Mayer war der erste Literaturpreisträger der Stadt Köln.

## Gründung und Ziele
Die Gründung der Gesellschaft erfolgte im ver.di Bildungs- und Begegnungszentrum nach einer Tagung zum Thema „Revolutionen und Rebellionen im 20. Jahrhundert“, die unter anderem vom ver.di Bildungs- und Begegnungszentrum Clara Sahlberg, dem Verband der Schriftstellerinnen und Schriftsteller (VS) und dem Talheimer Verlag veranstaltet wurde.
Die Gesellschaft pflegt das Andenken Hans Mayers und fördert auch im internationalen Rahmen das Studium seines Werkes und literaturpolitischen Wirkens. Der Zweck des Vereins ist die Förderung von Literatur, Wissenschaft, Kunst und Kultur im Sinne einer humanen und demokratischen sowie sozial gerechten Gesellschaft.
Eingedenk des aufgeklärt-humanistischen Denkens Hans Mayers setzt sich der Verein gesellschafts- und kulturpolitisch ein für Toleranz und gegen jegliche Form von Hass, Rassismus, Faschismus, Neofaschismus, Antisemitismus, Sexismus und Homophobie sowie Fremdenfeindlichkeit. Er fördert, unterstützt und kooperiert mit Einrichtungen und Vereinen, die sich ebenfalls diesen Zielen verpflichtet fühlen.
Der Satzungszweck wird insbesondere verwirklicht durch
- Forschungen und Veröffentlichungen, die der Verbreitung und dem Verständnis des Werkes von Hans Mayer gelten,
- Untersuchungen, die den Lebensweg Hans Mayers an den Orten seines Wirkens auch im Hinblick auf die politische Wirkung erforschen und darstellen,
- interdisziplinäres Zusammenwirken verschiedener wissenschaftlicher Disziplinen, die durch das Werk von Hans Mayer berührt sind,
- Vorträge und Ausstellungen sowie Kolloquien und Kongresse, die das Werk Hans Mayers und darauf bezogene Fragen zum Gegenstand haben.

## Veranstaltungen und Projekte
Die HMG war Mitveranstalter der Tagung „Widerstand ist nichts als Hoffnung“, die Anfang Juni 2019 in dem Bildungs- und Begegnungszentrum Clara Sahlberg in Berlin stattfand. Auf ihr sprach das Ehrenmitglied der HMG, Professor em. Jost Hermand, über „Die Relevanz der ‚Ästhetik des Widerstands‘ von Peter Weiss für die heutige Situation“. Hans-Ernst Böttcher, Präsident des Landgerichts Lübeck i. R., ebenfalls Mitglied der HMG, referierte zum Thema „Widerstand und Recht – eine schwierige Beziehung“. Gudrun Hentges, Professorin für Politikwissenschaften an der Universität Köln, sprach über den „Widerstand gegen Rechtspopulismus in Europa“.
Auf Einladung des „Löwenstein-Forschungsvereins“ hielt der Vorsitzende der HMG, Heinrich Bleicher-Nagelsmann M.A., am 27. Januar 2019 in Mössingen einen Vortrag über „Erinnerung, Vergessen und Zukunft“. Darin erinnerte er auch an den Ehrenvorsitzenden der VVN Tübingen-Mössingen, Hans Mayer.
Der Vorsitzende der HMG und der stellvertretende Vorsitzende, Heiner Wittmann, arbeiten zurzeit an einer Publikation zur Person Hans Mayer. Hierzu führen sie Gespräche mit Personen, die Hans Mayer noch persönlich gekannt haben. Es sind dies u. a. Inge Jens, der anlässlich ihres 92. Geburtstages 2019 von der HMG die Ehrenmitgliedschaft verliehen wurde, sowie Friedrich Dieckmann, Alfred Grosser und Christoph Hein.
Aus Anlass des 80. Todestages von Walter Benjamin am 26. September 1940 hat die Hans-Mayer-Gesellschaft am 23. Oktober 2020 mit einer Veranstaltung "Für Walter Benjamin – Erinnern und Eingedenken" an ihn erinnert.